# Доленчице
Доленчице (словен. Dolenčice) су насељено место у општини Горења Вас-Пољане, Горењска регија, Словенија.

## Историја
До територијалне реорганизације у Словенији биле су у саставу старе општине Шкофја Лока.

## Становништво
У попису становништва из 2011. године, Доленчице су имале 85 становника.
| Брокј становника према пописима | Брокј становника према пописима | Брокј становника према пописима |
| ------------------------------- | ------------------------------- | ------------------------------- |
| 1991                            | 2002                            | 2011                            |
| 64                              | 73                              | 85                              |